# Casa da Junta
La Casa de la Junta (en portugués: Casa da Junta), también conocida como la Antigua Asamblea Legislativa (en portugués: Antiga Assembleia Legislativa) es un edificio histórico ubicado en el centro histórico de la ciudad de Porto Alegre, Brasil. Ubicado en la rúa Duque de Caxias, actualmente es sede del Memorial del Legislativo de Río Grande del Sur bajo la administración de la Asamblea Legislativa.

## Historia
Construido en 1790, es el edificio más antiguo que se conserva de la época de la fundación de la ciudad. Fue proyectado por el capitán José Montanha durante el gobierno de José Marcelino de Figueiredo. Fue concebido en conjunto con el antiguo palacio de gobierno ubicado a su izquierda y que fue demolido para dar lugar al actual Palacio Piratini.

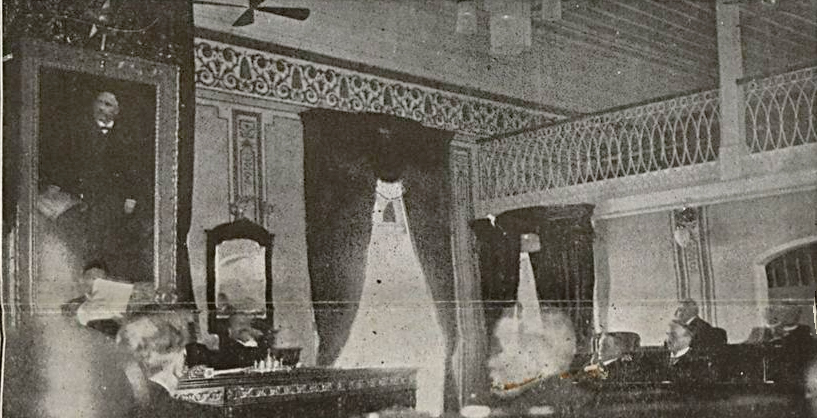
Apertura del año legislativo de 1919 con la lectura de un mensaje del presidente del estado Borges de Medeiros.

Aquí se instaló la Defensoría de la Real Hacienda o Junta de Administración y Recaudación de Hacienda, que funcionaba como Casa de la Junta, Ayuntamiento y Cárcel. En 1828 albergó al Consejo General de la Provincia, y a partir de 1835 fue sede de la Asamblea Legislativa. Sin embargo, ese mismo año comenzó la Revolución Farroupilha y la Asamblea Legislativa entró en receso reactivándose recién en 1845. Construido inicialmente con una sola planta, fue remodelado y ampliado en 1860 cuando su antiguo aspecto colonial fue alterado con elementos neoclásicos. Volvió a cerrar entre 1865 y 1870, durante la Guerra de la Triple Alianza.  Entre 1937 y 1947, durante el Estado Novo, fue cerrado nuevamente debido a la disolución de las legislaturas siendo remodelado en 1947 para recibir a los nuevos diputados de la tercera Asamblea Constituyente estadual. Siguió siendo la sede de la Asamblea hasta 1967, cuando se inauguró el nuevo edificio del órgano colegiado, el Palacio Farroupilha.
En 1977 fue incluido por el Municipio en el Inventario de Bienes Inmuebles de Valor Histórico, Cultural y de Tradición Expresiva, y fue declarado como patrimonio histórico por el IPHAE. En 1982 fue restaurado y albergó la Casa Civil. En 2004 fue devuelto a la Asamblea Legislativa y actualmente es la sede del Memorial del Legislativo.